# ミカヅキノキセキ
「ミカヅキノキセキ」は、2008年6月にリリースされた彩冷えるの通算15枚目のシングルである。発売元はSPEEDDISK。

## 収録曲

### Type-A
1. ミカヅキノキセキ
(作詞：葵 / 作曲：夢人)
2. デジタルネバーランド
(作詞：葵 / 作曲：夢人)

### Type-B
1. ミカヅキノキセキ
2. デジタルネバーランド
3. ハレノヒ
(作詞：葵 / 作曲：夢人)

### Type-C
1. ミカヅキノキセキ
2. デジタルネバーランド
3. ひなげし
(作詞：葵 / 作曲：ケンゾ, 夢人)